# Risoluzione 194 dell'Assemblea generale delle Nazioni Unite
La risoluzione 194 dell'Assemblea Generale dell'ONU è stata approvata l'11 dicembre 1948, verso la fine della guerra arabo-israeliana. La risoluzione esprime apprezzamento per gli sforzi dell'Inviato delle Nazioni Unite Folke Bernadotte dopo il suo assassinio da parte dei membri della Banda Stern. Si occupa della situazione nella regione della Palestina, al momento, stabilire e definire il ruolo di una Commissione di Conciliazione delle Nazioni Unite come organizzazione per facilitare la pace nella regione.
La risoluzione si compone di 15 articoli, i più citati dei quali sono:
- Articolo 7: protezione e il libero accesso ai Luoghi Santi
- Articolo 8: la smilitarizzazione e il controllo delle Nazioni Unite su Gerusalemme
- Articolo 9: il libero accesso a Gerusalemme
- Articolo 11: chiede il ritorno dei profughi

## Reazioni
Molti degli articoli della risoluzione sono stati ampiamente ignorati da tutte le parti interessate, poiché le raccomandazioni dell'Assemblea Generale non sono giuridicamente vincolanti.